# Assurbanipal
Assurbanipal o Aixurbanipal (Aššur-bāni-apal, literalment ‘Aixur ha donat un fill hereu’; accadi: Aššur-bāni-apli; arameu: ܐܵܫܘܿܪ ܒܵܢܝܼ ܐܵܦܠܝܼ) va ser l'últim gran rei d'Assíria. Va regnar entre el 669 aC i el 627 aC. Els autor clàssics l'anomenen Sardanapal (en llatí: Sardănăpālus; grec antic: Σαρδανάπᾱλος).
Fill d'Assarhaddon i Naqi'a (Zakutu), dona de palau i no reina, d'origen semita; l'única reina fou Ashur-hamat que no fou mare de cap dels fills d'Assarhaddon), és famós per ser un dels pocs reis de l'antiguitat que sabia llegir i escriure. Durant el seu regnat l'escultura assíria va assolir el seu apogeu, tal com es pot apreciar als palaus de Nínive. Era conegut amb diversos noms: alguns textos llatins i medievals l'anomenen Sardănăpālus, els grecs el coneixien com Σαρδανάπαλος, i a l'Antic Testament apareix com a Asenafar (Bíblia de Montserrat) o Osnapar (Bíblia Catalana Interconfessional), essent אָסנַפַּר - ʔāsənapˈpar la forma hebrea subjacent, Asenaphar la forma llatina i ᾿Ασσεναφάρ la forma grega. Totes aquestes formes són atestades al Llibre d'Esdres, 4:10.
En el regnat d'Assurbanipal, l'esplendor assíria era evident no només en el seu poder militar, sinó també en la cultura i les arts. Assurbanipal va crear la biblioteca de Nínive, que era la primera biblioteca que recollia i que organitzava material de forma sistemàtica. A Nínive s'hi va recollir tota la literatura disponible en escriptura cuneïforme en aquell moment.

## Fonts del regnat

Relleu d'Assurbanipal caçant (Museu Britànic)

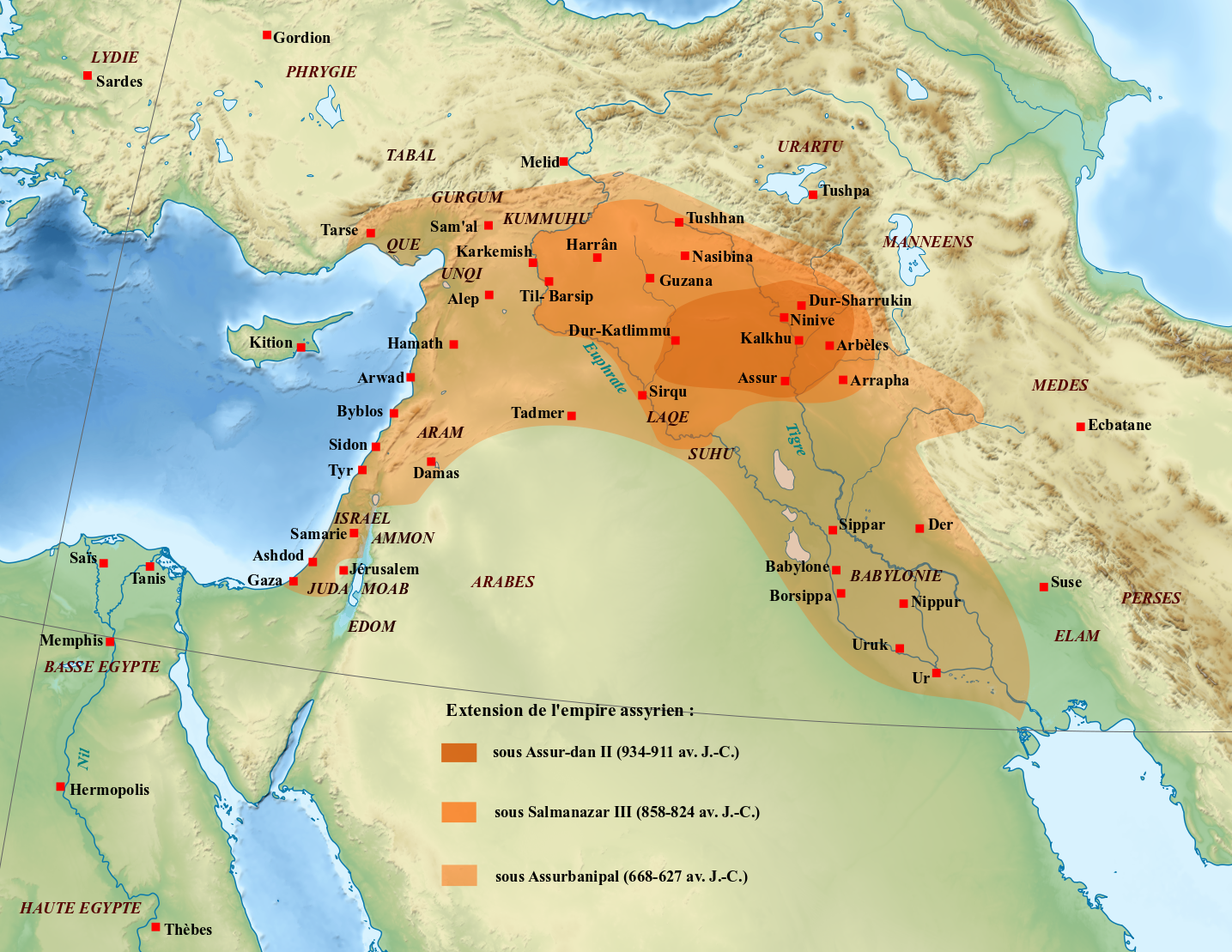
Imperi neoassiri